# Acronicta edolata
Acronicta edolata là một loài bướm đêm thuộc họ Noctuidae. Nó được tìm thấy ở Bắc Mỹ, bao gồm Arizona.